# Lovely Sara
Lovely Sara (小公女セーラ?, Shōkōjo Sēra, lett. "Sara la piccola nobildonna") è un anime prodotto in Giappone nel 1985 dalla Nippon Animation. La serie fa parte del progetto denominato World Masterpiece Theater della Nippon Animation.
La storia è tratta dal romanzo La piccola principessa di Frances Hodgson Burnett e narra le disavventure, spesso portate alle estreme conseguenze, della piccola Sara, una bambina appartenente a una ricca famiglia, che viene mandata a studiare in collegio. Rimasta orfana e povera, sarà costretta a lavorare nell'istituto come sguattera.
Nel 2009 ne è stato tratto un dorama live action in 10 puntate intitolato Shōkōjo Seira, con Mirai Shida nel ruolo della protagonista, che riprende in gran parte la storia della serie animata.

## Trama
Sara Morris ha 10 anni, quando nel 1885 il padre decide che è tempo per lei di partire dall'India, dove ha fino ad allora vissuto, per andare a Londra, sua città natale, per frequentare un collegio femminile e affinare la sua educazione. Sara è orfana di madre e quindi il suo rapporto con il padre è molto profondo.
Il collegio è diretto da Miss Minci, che riserva subito un trattamento privilegiato alla piccola Sara sia per l'estrema ricchezza del padre, sia per poter consolidare il buon nome dell'istituzione. Fin dall'inizio Sara dimostra di non essere altezzosa e viziata come si aspetta Miss Minci ma di essere gentile e generosa con tutti, non badando affatto al rango sociale: tenta quindi d'instaurare un rapporto di amicizia anche con Peter, il cocchiere del suo calesse privato, e con Becky, la giovane serva del collegio.
La ragazzina dimostra anche una straordinaria bellezza, raffinatezza e un'eccellente attitudine scolastica che causano l'antipatia di Miss Minci e dell'infida Lavinia, una sua compagna di classe, originaria degli Stati Uniti, abituata fino ad allora a essere ossequiata da tutti come la più ricca della scuola.
La direttrice continua suo malgrado a trattare Sara con rispettoso riguardo, fino a quando giunge l'improvvisa notizia della morte del padre di Sara. E c'è di peggio: il padre, convinto da un amico, ha investito tutti i suoi averi in un'improduttiva miniera di diamanti in India, e ora Sara si ritrova sola e senza un soldo. La giovane rischia quindi di essere cacciata dal collegio e buttata in mezzo alla strada, ma Miss Minci alla fine decide di trattenere Sara per non rovinare la reputazione della scuola.
Da questo momento per Sara cambia tutto: quello che possiede viene venduto per ripagare tutti i suoi debiti e le viene assegnata una lugubre stanzetta in soffitta, accanto a quella di Becky. Inoltre ora non può più frequentare le lezioni, ma viene sfruttata come sguattera e trattata duramente sia da Miss Minci sia dalla servitù del collegio, che scaricano su di lei tutti i compiti più ingrati.
Sara però beneficia dell'amicizia e dei gesti di solidarietà di tutti coloro a cui era stata vicina durante i momenti felici della sua vita: Peter, Becky e le sue ex compagne di classe Margherita e Lalla.
Un giorno nell'abitazione attigua al collegio viene ad abitare uno strano personaggio. Sembra molto debilitato e si circonda di servitori e di manufatti indiani. Sara è molto incuriosita dall'uomo, che le ricorda i tempi di quando anche lei viveva in India col padre, e lo osserva nei pochi momenti liberi dalla finestra della sua soffitta. Ma anche Ram Dass, l'attendente indiano del misterioso inquilino, la nota e vede le terribili condizioni di vita che le vengono imposte.
In realtà il nuovo abitante della casa accanto è Tom Chrisford; l'uomo, ora pentito, aveva convinto il padre di Sara a investire tutti i suoi averi nella miniera di diamanti. La miniera, apparentemente improduttiva, alla fine si è rivelata ricchissima e ora Chrisford ha come unico scopo della sua vita di ritrovare la figlia perduta dell'amico morto, per adottarla e per condividere con lei la ricchezza che, morto il padre, le spetta di diritto. Crede che sia stata mandata a studiare a Parigi (la città natale della madre) e sta facendo effettuare ricerche dal suo avvocato in tutti i collegi della capitale francese. Non sa invece che la bambina che sta cercando è accanto a lui, praticamente dall'altra parte del muro.
Ram Dass e la famiglia dell'avvocato sono molto incuriositi da quella povera bambina che, nonostante gli stracci che indossa, tutto sembra fuorché una povera mendicante, e sollecitano Chrisford a fare qualcosa per lei. Il ricco inquilino della casa le fa quindi arrivare di nascosto delle cose buone da mangiare e delle coperte per ripararsi dal freddo nella sua soffitta. Lentamente l'uomo comincia a voler bene a Sara e nel segreto del suo cuore inizia a temere che la figlia dell'amico, una volta ritrovata, non sarebbe stata all'altezza della piccola sguattera.
Questi aiuti segreti da parte del ricco vicino poco dopo peggiorano le cose per la piccola protagonista: la perfida direttrice scopre i regali fatti alla bambina, ma pensa che sia il risultato di un furto e punisce Sara mandandola a dormire nella stalla, che poi viene accidentalmente incendiata dalla piccola Lalla durante la notte di Halloween.
Ancora una volta le colpe ricadono su Sara, perché Miss Minci crede che in realtà sia stata lei ad incendiare volutamente la stalla allo scopo di vendicarsi. Le cose non stanno così e la bambina, ormai sull'orlo dell'esasperazione, scappa dal collegio e va a rifugiarsi da Peter, ma per non essere di peso alla famiglia, si cerca un lavoro come fiammiferaia.
Poco dopo Amelia, la sorella di Miss Minci, riaccompagna Sara in collegio, dove è arrivato un pacco di vestiti fatti su misura per la protagonista. La direttrice capisce quindi che quei misteriosi oggetti avuti in regalo non erano stati rubati, ma comprati dalla stessa persona che aveva spedito i vestiti a Sara, perciò le viene restituito tutto ciò che le spetta di diritto, sebbene debba ancora vivere nella soffitta.
Un giorno l'avvocato ritorna dopo il suo ultimo lungo ed estenuante viaggio, ammettendo che tutte le ricerche sono state vane: la ragazza è introvabile. Improvvisamente suona il campanello: è Sara che ha riportato la scimmietta di Ram Dass, rifugiatasi nella sua soffitta. La ragazza saluta educatamente in hindi la servitù e, venendo portata al cospetto del padrone di casa, dimostra subito di avere ricevuto un'ottima educazione. Quando Chrisford le chiede come mai lei conosca la lingua indiana, Sara comincia a raccontare la sua storia e ben presto l'amico del padre capisce di trovarsi di fronte alla ragazza che per mesi aveva cercato.
In seguito Sara, ritrovata la ricchezza, si dimostra generosa sia con tutti gli amici che l'avevano aiutata durante i terribili momenti della sua vita, sia con coloro che l'avevano disprezzata e umiliata. Sara accetta di rimanere al collegio per studiare con le altre sue compagne, dopo aver intrapreso un viaggio insieme a Mr. Chrisford e a Becky per l'India.

## Personaggi principali
Nell'edizione italiana i nomi dei personaggi hanno subito sostanziali cambiamenti rispetto al romanzo e all'edizione originale giapponese: di seguito è riportato il nome del personaggio nell'edizione italiana seguito dal nome originale.

Copertina del 1º dvd italiano della serie

Sara Morris (セーラ・クルー?, Sēra Kurū, Sara Crewe)
È una bella e graziosa bambina di 10 anni (ne compie 11 in seguito), che dopo la morte del padre per sopravvivere si ritrova a lavorare come sguattera presso il prestigioso collegio femminile presso il quale studiava. Di carattere molto dolce e compassionevole, ma determinato, per poter resistere alla terribile situazione in cui improvvisamente si trova si rifugia nella fantasia, immaginando di essere un'altera principessa che non si cura delle traversie della vita, ma che ha un comportamento sempre nobile e misurato. Nonostante le avversità e le umiliazioni, Sara diventerà quindi ogni giorno più forte, seguendo sempre i principi e valori morali che il padre le aveva trasmesso. In pubblico non oserà mai lamentarsi e sopporterà tutto con pazienza; molte volte invece si ritrova a piangere le sue disavventure quando è da sola, e dopo i suoi sfoghi ritornerà più determinata di prima. È sempre pronta e disponibile ad aiutare chi ne ha più bisogno, mettendo il bene degli altri al di sopra del suo. Nel corso della serie, intratterrà ottimi rapporti di amicizia con molti personaggi che si affezioneranno a Sara, colpiti dal suo immenso coraggio e dalla sua generosità, ma in particolare diventerà grande amica di Margherita, di Becky, di Peter e della piccola Lalla, quest'ultima la considererà addirittura come una mamma. Si riscatterà infine dalla sua posizione di povertà e miseria quando verrà a sapere di tutte le ricchezze e il patrimonio che suo padre le ha lasciato e fino all'ultimo Sara mostra la sua bontà d'animo facendo una notevole donazione di beneficenza al collegio, salutando con affetto e gratitudine tutti coloro che ha incontrato. Doppiata da Sumi Shimamoto (originale), Patrizia Salmoiraghi (italiano).
Miss Geltrude Minci (マリア・ミンチン?, Maria Minchin, Maria Minchin)
È la crudele direttrice del collegio presso il quale Sara prima studia e poi è costretta a lavorare. Orfana di entrambi i genitori, fin da giovane ha dovuto lavorare duramente per mantenere sé stessa e la sorella più piccola, rinunciando per questo a proseguire gli studi. Tutto ciò ha indurito il suo carattere, trasformandola in una donna cinica e opportunista. Miss Minci quindi accoglie Sara a braccia aperte nel suo collegio, quando era una ricca ragazzina di buona famiglia, ma non esita a infierire su di lei con umiliazioni e angherie non appena Sara diventa inutile al buon nome dell'istituto. Doppiata da Taeko Nakanishi (originale), Lia Barbieri (italiano).
Becky (ベッキー?, Bekkī)
È una ragazza della stessa età di Sara che proviene da una famiglia molto povera e che lavora come sguattera del collegio. Ha l'ordine di non parlare mai con le studentesse, che a loro volta la trattano quasi come se non esistesse, ma Sara non bada alla differenza di ceto e tenta fin dall'inizio di diventare sua amica. Becky non dimentica tutto questo affetto e rispetto che le è stato dimostrato e quando Sara è costretta ad abbandonare gli studi e a lavorare come lei, le rimane quindi sempre vicina per tentare di risollevarla dallo sconforto in cui era caduta e aiutarla ad abituarsi a quella sua nuova e terribile vita. Man mano, lei e Sara legheranno sempre di più, istaurando un'amicizia senza eguali, ma diverrà anche grande amica di Margherita e di Lalla. È orfana di padre e la sua famiglia è composta da sua madre, sua nonna e tre fratelli minori: Teddy, Martha e un neonato di cui non viene fatto il nome. Doppiata da Mie Suzuki (originale), Donatella Fanfani (italiano).
Lavinia Herbert (ラビニア・ハーバート?, Rabinia Hābāto)
Ha 13 anni (ne compie 14 in seguito), è nata negli Stati Uniti ed è stata mandata dal padre petroliere a Londra nel prestigioso collegio femminile di Miss Minci. Studentessa modello e rappresentante del collegio, si ritrova però surclassata da Sara, più giovane di lei, ma con una cultura molto più vasta. Per questo Lavinia prende subito Sara in antipatia e non appena la ragazzina è costretta a lavorare nel collegio come sguattera, si vendica ripetutamente di lei. Sara però continua a comportarsi con Lavinia in modo dolce e gentile, incurante delle umiliazioni a cui viene sottoposta, e questo alla fine fa comprendere con sgomento a Lavinia che Sara, nonostante le sue terribili condizioni di vita, rimane sempre la più forte delle due. Quando suo padre, in visita al collegio, si rende conto della sua meschinità la punisce duramente e rimprovera anche Miss Minci. Doppiata da Eiko Yamada (originale), Paola Tovaglia (italiano).
Miss Amelia Minci (アメリア・ミンチン?, Ameria Minchin, Amelia Minchin)
È la sorella minore di Miss Minci, molto più gentile, caritatevole e morbida di carattere ma completamente succube della sorella. Segretamente non approva i trattamenti che Miss Minci riserva a Sara, ma solo verso la fine avrà il coraggio di affrontare la sorella e dirle quello che pensa. Doppiata da Yukiko Riwa (originale), Angela Cicorella (italiano).
Margherita St. John (アーメンガード・セントジョン?, Āmengādo Sentojon, Ermengarde St. John)
È una bambina timida e grassoccia, la peggiore allieva del collegio e spesso presa in giro dalle altre, che fin dall'inizio stringe una forte amicizia con Sara che la difende dagli atti di bullismo. Quando Sara perde tutto e viene ridotta a sguattera, Margherita le rimane fedele e fa di tutto per mantenere salda la loro amicizia. Doppiata da Run Sasaki (originale), Adriana Libretti (italiano).
Lalla (ロッティ・レイ?, Rotti Rei, Lottie Legh)
Ha 4 anni ed è la bambina più piccola del collegio, ancora profondamente afflitta dalla perdita della madre, cosa che la rende molto capricciosa, intrattabile e ribelle. Sara la prende subito sotto la sua ala protettiva e in un certo senso la "adotta", tanto che Lalla si lega e si affeziona a lei in modo quasi viscerale e ossessivo. È infatti quella che patisce di più per la dequalificazione di "mamma Sara" in serva e il suo conseguente allontanamento dalle altre allieve. Doppiata da Naoko Watanabe (originale), Daniela Fava (italiano).
Peter (ピーター?, Pītā)
Era inizialmente il cocchiere di Sara fino l’episodio 15, è un ragazzino molto attento, forte e disponibile che rimarrà suo grandissimo e fedele amico dall'inizio alla fine. Più volte aiuta, difende e supporta Sara, incoraggiandola. Uno dei pochi personaggi principali non presenti nel romanzo. Doppiato da Chika Sakamoto (originale), Guido Rutta (italiano).
Jessie (ジェシー?, Jeshī) e Barbara (ガートルード?, Gātorūdo, Gertrude)
Le due migliori amiche di Lavinia, hanno la sua stessa età e sono spesso complici nelle sue cattiverie verso Sara. Segretamente vorrebbero essere amiche di Sara e in una puntata addirittura "abbandonano" Lavinia in suo favore, per poi ritornare subito dalla parte di Lavinia dopo che Sara perde tutto. Nel romanzo compare solo Jessie, mentre una ragazza di nome Gertrude viene menzionata in una sola occasione. Doppiate da Seiko Nakano (ep 1-3), Harumi Izuka (ep 4-45) (originale), Marcella Silvestri (italiano) (Jessie), Run Sasaki (originale), Dania Cericola (italiano) (Barbara).
Molly (モーリー?, Mōrī) e James (ジェームス?, Jēmusu)
Sono i due cuochi del collegio che non esitano a trattare male Becky e, successivamente, Sara. Nel romanzo vengono menzionati una sola volta due domestici di nome James ed Emma. Doppiati da Asami Uchidono (originale), Marinella Armagni (italiano) (Molly), Daisuke Gohzato (originale), Maurizio Scattorin (italiano) (James).
Monsieur Dupont (デュファルジュ先生?, Dyufaruju sensei, Monsieur Dufarge)
È il paziente e gentile insegnante di francese. Cerca di aiutare Sara a mantenere gli studi anche dopo che lei non può più frequentare il collegio come allieva; la cosa scatena la gelosia di Lavinia e le sue proteste con Miss Minci causeranno l'ingiusto allontanamento di Monsieur Dupont dal collegio. Sara ne soffrirà ma continuerà a essere forte, qualunque cosa accada, come il professore le aveva raccomandato. Doppiato da Toshiya Ueda (originale), Pietro Ubaldi (italiano).
Ralph Morris (ラルフ・クルー?, Rarufu Kurū, Ralph Crewe)
Il padre di Sara, un milionario inglese risiedente in India. Ha perso la moglie francese in giovane età, ed è molto legato alla sua unica figlia Sara, che lascia al collegio di Miss Minci per tornare in India ad occuparsi di una miniera di diamanti. Uomo determinato, saggio e comprensivo, trasmette alla figlia Sara dei ferrei valori morali come il coraggio, di portare sempre rispetto verso il prossimo e di non permettere alle difficoltà e alle sofferenze di inasprire la propria sensibilità (Sara li seguirà sempre con dedizione). Quando il progetto della miniera fallisce, muore di febbre tropicale. Prima di morire lascia tutte le sue proprietà in eredità a sua figlia Sara. Doppiato da Banjō Ginga (originale), Enrico Carabelli (italiano).
Tom Chrisford (トム・クリスフォード?, Tomu Kurisufōdo, Tom Carrisford)
Un buon amico di Ralph Morris, che aveva convinto ad investire nella miniera di diamanti in India; dopo il fallimento di quest'ultima si è trasferito nell'edificio accanto al collegio. In seguito alla morte dell'amico, di cui si ritiene responsabile, a causa dei forti sensi di colpa si è ammalato ed è caduto in depressione. È alla disperata ricerca di Sara per adottarla e per restituirle tutte le ricchezze che il padre le ha lasciato in eredità, dopo che la miniera si è rivelata invece profondamente produttiva, tra le maggiori dell'intero pianeta. La sua salute migliorerà dopo aver ritrovato la bambina, dalla quale si farà chiamare amorevolmente zio. In una delle scene finali, assieme al suo legale, spiegherà a una incredula e sgomenta Miss Minci la situazione causandole quasi un malore. Doppiato da Hideo Nakamura (originale), Antonio Paiola (italiano).
Ram Dass (ラムダス?, Ramudasu)
È il giovane e fedele servitore indiano di Mr. Chrisford. Ha una scimmietta di nome Siria (Surya in originale). Sarà lui a trasportare in segreto i regali nella soffitta di Sara per conto di Chrisford. È il primo a legare con Sara e tra i due si solidificherà una fraterna amicizia. Doppiato da Hideyuki Tanaka (originale), Marco Balzarotti (1ª voce), Felice Invernici (2ª voce) (italiano).

Mr. Carmichael (カーマイケル弁護士?, Kāmaikeru bengoshi)
È un avvocato alla ricerca di Sara per conto di Chrisford. Dopo essersi accertato della sua identità, dichiara legalmente Sara erede della miniera di diamanti e di tutti i beni che il padre le ha lasciato, nonché erede universale delle immense ricchezze dello stesso Mr. Chrisford, dato che questi non ha parenti prossimi. Doppiato da Tomomichi Nishimura (ep. 30), Yusaku Okura (ep. 31-48) (originale), Raffaele Farina (italiano).
Mrs. Carmichael (カーマイケル夫人?, Kāmaikeru fujin)
Moglie gentile dell'avvocato Carmichael e madre di Janet e Donald. Doppiata da Run Sasaki (originale), Elisabetta Cesone (italiano).
Donald Carmichael (ドナルド・カーマイケル?, Donarudo Kāmaikeru)
Il figlio minore dell'avvocato Carmichael, di carattere allegro e vivace. Regala a Sara una moneta senza conoscere la sua identità. Doppiato da Mitsuko Horie (originale), Paolo Torrisi (italiano).
Janet Carmichael (ジャネット・カーマイケル?, Janetto Kāmaikeru)
Una bambina gentile e beneducata, figlia maggiore dei signori Carmichael. Nel romanzo sono sette le figlie femmine dei Carmichael. Doppiata da Asami Mukaidono (originale), Debora Magnaghi (italiano).
Padrone del negozio di sartoria (洋服店のオーナー?, Yōfuku-ten no ōnā)
Dona la bambola Priscilla a Sara nonostante non sia in vendita e al tempo stesso le fa confezionare diversi vestiti; ciò tornerà utile alla fine della storia, quando Mr. Chrisford farà recapitare al collegio degli abiti su misura per Sara rivolgendosi per caso proprio a quella sartoria (il sarto ricordava a memoria le misure di Sara). Aiuterà la bambina anche in un'altra occasione, riconoscendola nonostante le sue umili condizioni. Non è presente nel romanzo. Doppiato da Takuzō Kamiyama (originale), Raffaele Farina (italiano).
Mariette (マリエット?, Marietto)
La cameriera personale di Sara, nel suo primo periodo nel collegio. A differenza di Molly e James tratta Becky gentilmente. Una volta morto il padre e persi tutti i soldi sarà costretta a malincuore ad abbandonare Sara e l'edificio. Doppiata da Sanae Takagi (originale), Lisa Mazzotti (italiano).
Anne (アンヌ?, Annu)
Una piccola mendicante, alla quale Sara regala quattro dei cinque panini che era riuscita a comprare con 4 pence trovati davanti ad una panetteria, nonostante fosse a digiuno. Nell'ultimo episodio Sara scopre che è stata assunta dalla proprietaria della fonerai. Doppiata da Chieko Honda (originale), Debora Magnaghi (italiano).
Avvocato Barrow (バロー弁護士?, Barō bengoshi)
L'avvocato di Ralph Morris a Londra, incaricato di tutelare Sara. Poiché ha investito molto nella miniera di Morris, quando viene a sapere della sua morte in India sequestra la maggior parte dei beni di Sara per risanare i debiti. Doppiato da Yuzuru Fujimoto (originale), Augusto Di Bono (italiano).
Maggie (マギー?, Magī)
Una signora che gestisce un'attività di fabbricazione e vendita di fiammiferi, in cui lavorano diverse bambine dell'età di Sara. Viene presentata a Sara da Peter quando la bambina viene cacciata dal collegio e la assume come venditrice. Doppiata da Atsuko Mine (originale), Rossana Bassani (italiano).
Jim (ジム?, Jimu)
Un giovane spazzacamino amico di Peter, che aiuta a intrufolarsi nel collegio per vedere Sara. Doppiato da Tōru Furuya (originale), Giorgio Melazzi (italiano).

## L'anime e il romanzo

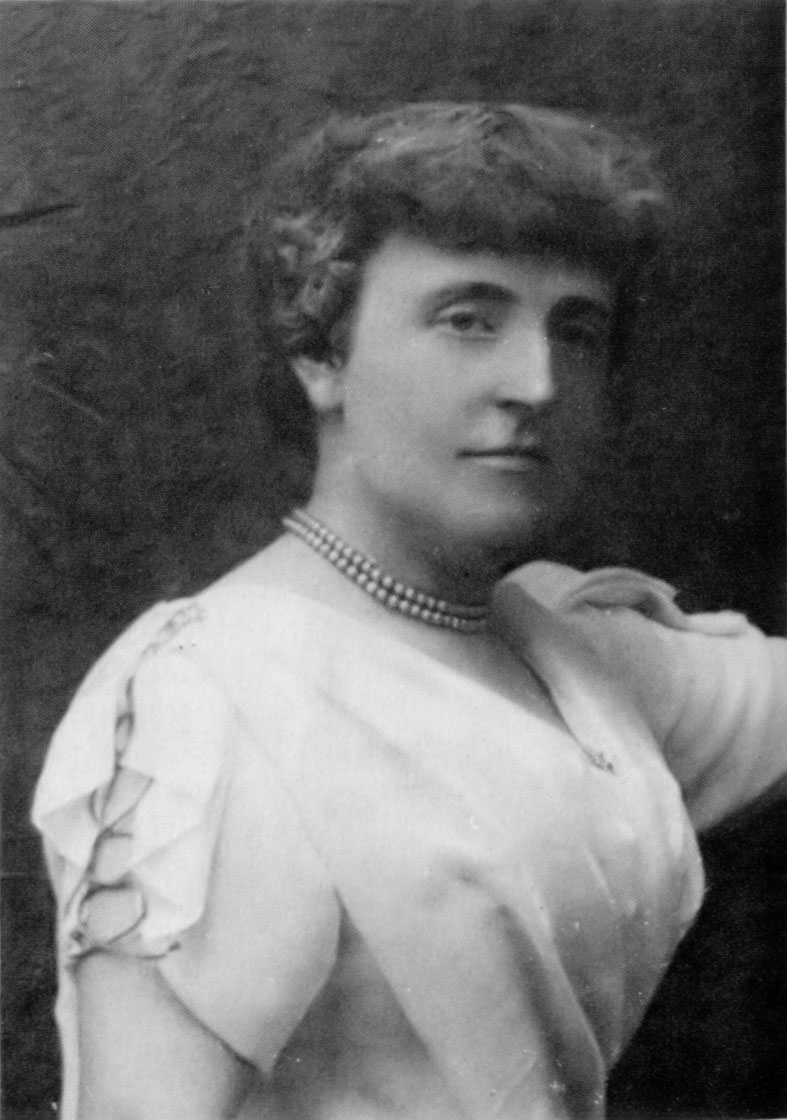
Frances Hodgson Burnett

La serie animata è tratta dal celebre romanzo La piccola principessa, della scrittrice britannica Frances Hodgson Burnett. Il romanzo è considerato un classico della letteratura per ragazzi e ha avuto nel corso degli anni numerose trasposizioni cinematografiche e televisive, come il film del 1939 di Walter Lang con Shirley Temple o il più recente film del 1995 di Alfonso Cuarón. Seguendo la tradizione del World Masterpiece Theater del quale la serie animata fa parte, Lovely Sara si distingue per l'aderenza alla trama del romanzo e alla psicologia dei personaggi, nonostante gli ampliamenti della storia per permettere al serial di coprire un'intera stagione televisiva. Tra i cambiamenti più importanti dell'anime rispetto al romanzo, si possono segnalare i seguenti punti:
- Nel romanzo Sara trascorre quattro anni sereni come studentessa del collegio prima della morte del padre, mentre nella serie passano solo alcune settimane.
- Peter, il ragazzo che accudisce il pony di Sara e che nell'anime è uno dei personaggi principali, nel romanzo non è presente (si fa solo un riferimento al pony che viene venduto per ripianare i debiti della ragazza). Pertanto nel romanzo non c'è alcun riscontro di tutte le avventure che nell'anime sono legate a Peter.
- Nel romanzo non esiste neppure il padrone della sartoria nella quale Sara troverà la sua bambola. Nell'anime questo personaggio anche dopo molto tempo si ricorda della ragazza ed è in grado di confezionarle dei vestiti su misura anche se lei non è presente. Nel libro il particolare di come Mr Carrisford possa fare recapitare a Sara dei vestiti della sua taglia rimane inspiegato.
- Nel romanzo Lavinia è un personaggio tutto sommato secondario, che in seguito alla rovina di Sara non interagirà più con lei, limitandosi a schernirla da lontano con Jessie. L'unica effettiva cattiveria che compie nei suoi confronti è avvertire Miss Minchin delle scorribande notturne di Ermengarda nella soffitta di Sara. Nell'anime assume invece un ruolo maggiormente antagonistico, umiliando e mettendo Sara in difficoltà in numerose occasioni.
- Nell'anime a Sara, dopo la perdita del padre, viene negata la possibilità di studiare e la bambina lo fa autonomamente nei ritagli di tempo. Nel romanzo, invece, oltre alle mansioni di cameriera Sara viene obbligata a studiare in quanto Miss Minchin ha intenzione di utilizzarla come insegnante di francese gratuita non appena raggiunta la maggiore età. Viene saltuariamente interrogata, pena punizioni. Nell'anime, inoltre viene concesso a Sara di insegnare alle allieve più piccole solo dopo un certo periodo e per volere della moglie del sindaco (personaggio non presente nel romanzo) mentre nel romanzo lo fa fin dall'inizio.
- Contrariamente al romanzo, Miss Minci diventa consapevole delle trasformazioni dell'attico di Sara e s'impossessa di tutto ciò che Ram Dass aveva portato.
- Nell'anime Sara viene a un certo punto scacciata dal collegio ed è costretta ad andare a vivere a casa di Peter e a guadagnare qualche soldo vendendo fiammiferi[10]. Nel romanzo tutto ciò non avviene.
- Il finale del romanzo è leggermente diverso: non vi è la riappacificazione con Lavinia e la ricca sovvenzione al collegio. Sara non dimentica l'estrema indigenza in cui si era trovata durante l'ultimo inverno e farà sì che i bambini di strada di Londra non abbiano più a patire la fame.

## Tematiche
Nell'anime viene affrontato principalmente il tema del lavoro minorile che soprattutto nel XIX secolo interessava gran parte dei paesi industrializzati. Le terribili condizioni di vita di Sara e di Becky e la vita di espedienti di Peter e dei suoi amici, erano situazioni piuttosto comuni per gli appartenenti alle classi inferiori. La Nippon Animation, nell'ambito del progetto World Masterpiece Theater ha prodotto altre serie incentrate su questo argomento: Peline Story del 1978 (storia per certi versi molto simile a Lovely Sara), Spicchi di cielo tra baffi di fumo del 1995 e in parte anche Marco - Dagli Appennini alle Ande del 1976.

## Sigle e brani musicali
Sigla originale iniziale
Hana no Sasayaki (花のささやき?) lett. "Il sussurro di un fiore", musica di Kōichi Morita, arrangiamento di Katsuhisa Hattori, testo di Rei Nakanishi è interpretata da Satoko Shimonari
Sigla originale finale
Himawari (ひまわり?) lett. "Girasole", musica di Kōichi Morita, arrangiamento di Katsuhisa Hattori, testo di Rei Nakanishi è interpretata da Satoko Shimonari
Sigla italiana iniziale e finale
Lovely Sara, musica di Giordano Bruno Martelli, testo di Alessandra Valeri Manera, è interpretata da Cristina D'Avena.
Sigla francese iniziale e finale
Princesse Sarah, musica di Giordano Bruno Martelli, testo di Alessandra Valeri Manera, è interpretata da Cristina D'Avena.
Altri brani
Mizuiro, lett. "Color dell'acqua", musica di Kōichi Morita, arrangiamento di Katsuhisa Hattori, testo di Rei Nakanishi, interpretata da Satoko Shimonari. La canzone è utilizzata nell'edizione originale dell'episodio 42 (Un penoso addio) come sottofondo nella scena in cui Sara, scacciata dal collegio, vaga disperata lungo le banchine del porto di Londra. Nell'edizione italiana questa canzone è stata sostituita con la base musicale (comprensiva di cori) della sigla italiana.

## Distribuzione internazionale
La serie animata è stata distribuita con successo in tutto il mondo. Queste sono le principali edizioni esistenti:
- araba - سالي'
- cinese - 小公主莎拉"
- francese - Princesse Sarah (trasmessa anche in Belgio)
- giapponese - Shōkōjo Sēra (小公女セーラ?)
- inglese - Princess Sarah
- italiana - Lovely Sara
- polacca - Mala Ksiezniczka
- spagnola - La princesa Sara
- tagalog - Sarah, Ang Munting Prinsesa
- tedesca - Die kleine Prinzessin Sara

### Edizione italiana
L'anime è andato in onda in Italia per la prima volta dal 18 febbraio al 12 aprile 1986 su Italia 1, all'interno del programma Bim Bum Bam. Dal 31 gennaio 2022 viene trasmesso su Italia 1 per la prima volta in versione rimasterizzata (con rapporto video tagliato a 16:9) curata da Yamato Video. L'edizione Yamato Video è stata successivamente resa disponibile in streaming sul canale Anime Generation di Prime Video con il solo audio italiano e senza sottotitoli. Nell'edizione per lo streaming vengono utilizzate le sigle originali giapponesi. Il doppiaggio italiano è stato eseguito presso lo Studio P.V. di Milano, i dialoghi italiani sono di Fiamma Molinari e Daniela Veloce, la direzione del doppiaggio è stata affidata a Enrico Carabelli.

### Edizioni home video
I DVD della serie sono stati pubblicati in Italia da Dynit nel 2008 in 11 volumi.

### Tema del lavoro minorile nel XIX secolo
- Ivy Pinchbeck, Margaret Hewitt, Children in English Society Vol. 2, Londra, Routledge & Kegan Paul, 1973, ISBN 0-7100-7580-4.

- Thomas E. Jordan, Victorian Childhood, New York, State University of New York Press, 1987, ISBN 0-88706-544-9.

- James Walvin, A Child's world, Penguin Book Ltd., 1982, ISBN 0-14-022389-4.